# Gołasie

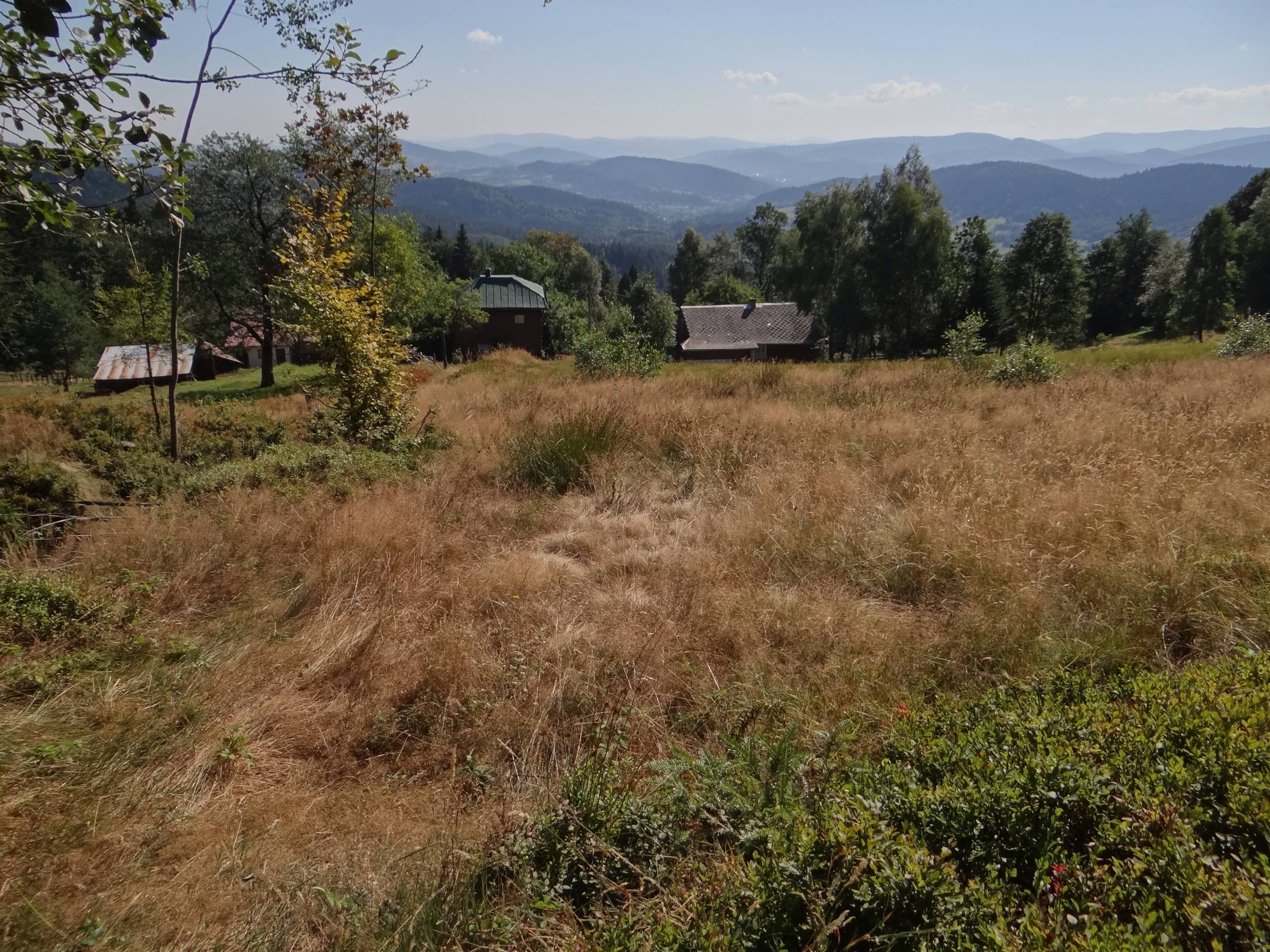
Widok z górnej części polany

Gołasie lub Gałasie – polana w Beskidzie Małym. Znajduje się na wysokości około 650–710 m na południowych stokach szczytu o nazwie Wielki Gibasów Groń, administracyjnie w granicach wsi Kocoń w województwie śląskim, w powiecie żywieckim, w gminie Ślemień. Jest to typowy zarębek. Pod względem administracyjnym należy do miejscowości Kocoń. Obecnie jest tutaj jedno gospodarstwo. Od przełęczy Przydawki prowadzi do niego droga dojazdowa; do lasu asfaltowa, wyżej kamienista.
Gołasie to nazwa szczytu według państwowego rejestru nazw geograficznych. Według Aleksego Siemionowa prawidłowa, historyczna nazwa polany to Gałasie, pochodząca od nazwiska Gałaś. Na niektórych mapach podawane są także nazwy Gibasy lub Gatasiówka – obie są błędne.
Przez Gałasie prowadzi szlak turystyczny. Z górnej części polany rozległy widok na południe i wschód – na Beskid Żywiecki i Makowski.
Szlak turystyczny
 Przełęcz Przydawki – Polana Zokowa – Gołasie – Przełęcz pod Mladą Horą – rozstaje Anuli – skrzyżowanie pod Smrekowicą – Smrekowica – Na Beskidzie – Potrójna – przełęcz Beskidek – Leskowiec. Czas przejścia 3:30 h, 3 h.